# نازان بلوت
نازان بلوت (ترکی استانبولی: Denizli Çamlık Özel Eğitim Merkezi؛ زادهٔ ۲۴ مهٔ ۱۹۷۳) بازیکن فوتبال اهل ترکیه است.
وی همچنین در تیم ملی فوتبال زنان ترکیه بازی کرده‌است.